# Dutch Open Telescope
De Dutch Open Telescope (DOT) is een reflectortelescoop met een 45 cm hoofdspiegel op het Observatorio Roque de los Muchachos in La Palma (Canarische Eilanden). De telescoop werd van 1997 tot 2012 gebruikt voor onderzoek naar de zon en heeft een theoretisch scheidend vermogen van 0,22 boogseconden. De telescoop was eigendom van het departement Natuur- en sterrenkunde van de Universiteit Utrecht.